# Asteromorpha
Genre
Asteromorpha est un genre d'ophiures (échinodermes) abyssales de la famille des Euryalidae.

## Liste des espèces
Selon World Register of Marine Species (11 janvier 2016) :
- Asteromorpha capensis (Mortensen, 1925)
- Asteromorpha koehleri (Döderlein, 1898)
- Asteromorpha rousseaui (Michelin, 1862)
- Asteromorpha tenax Baker, 1980

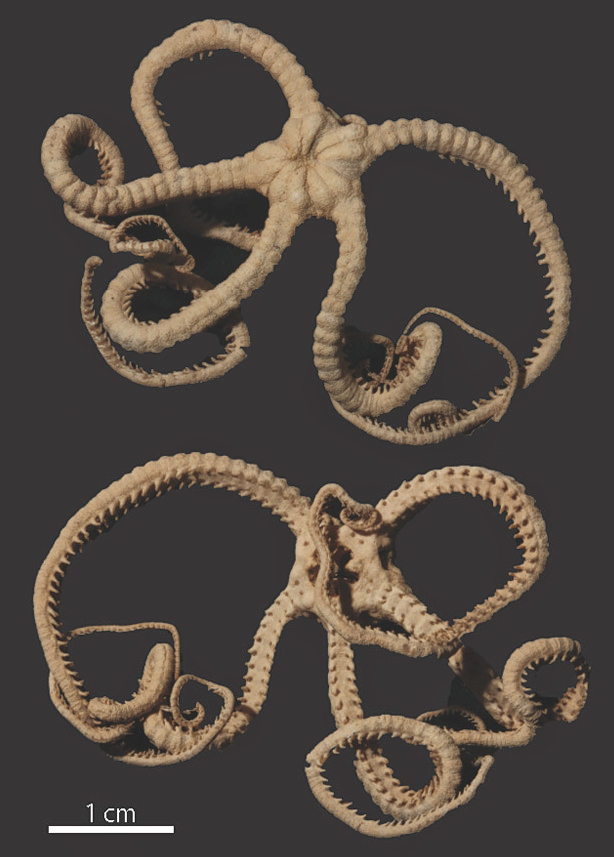
Asteromorpha capensis.
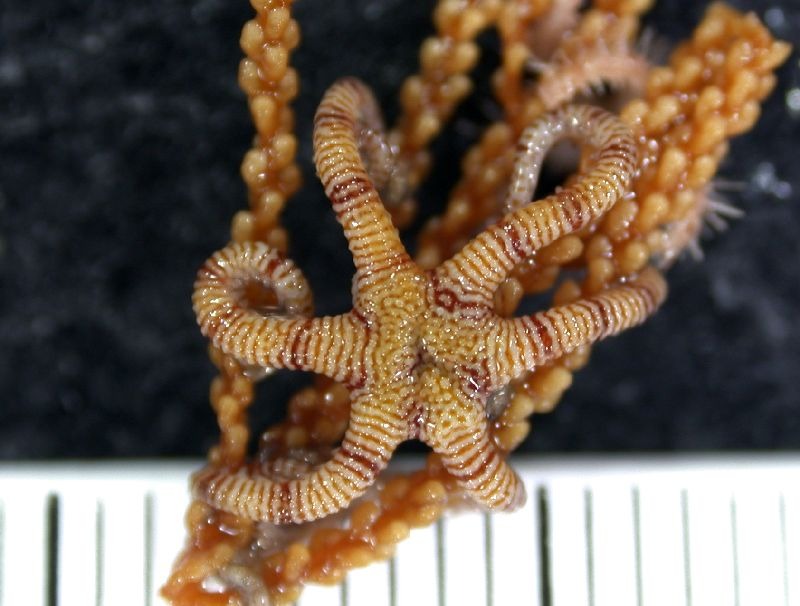
Asteromorpha koehleri.
Asteromorpha rousseaui.
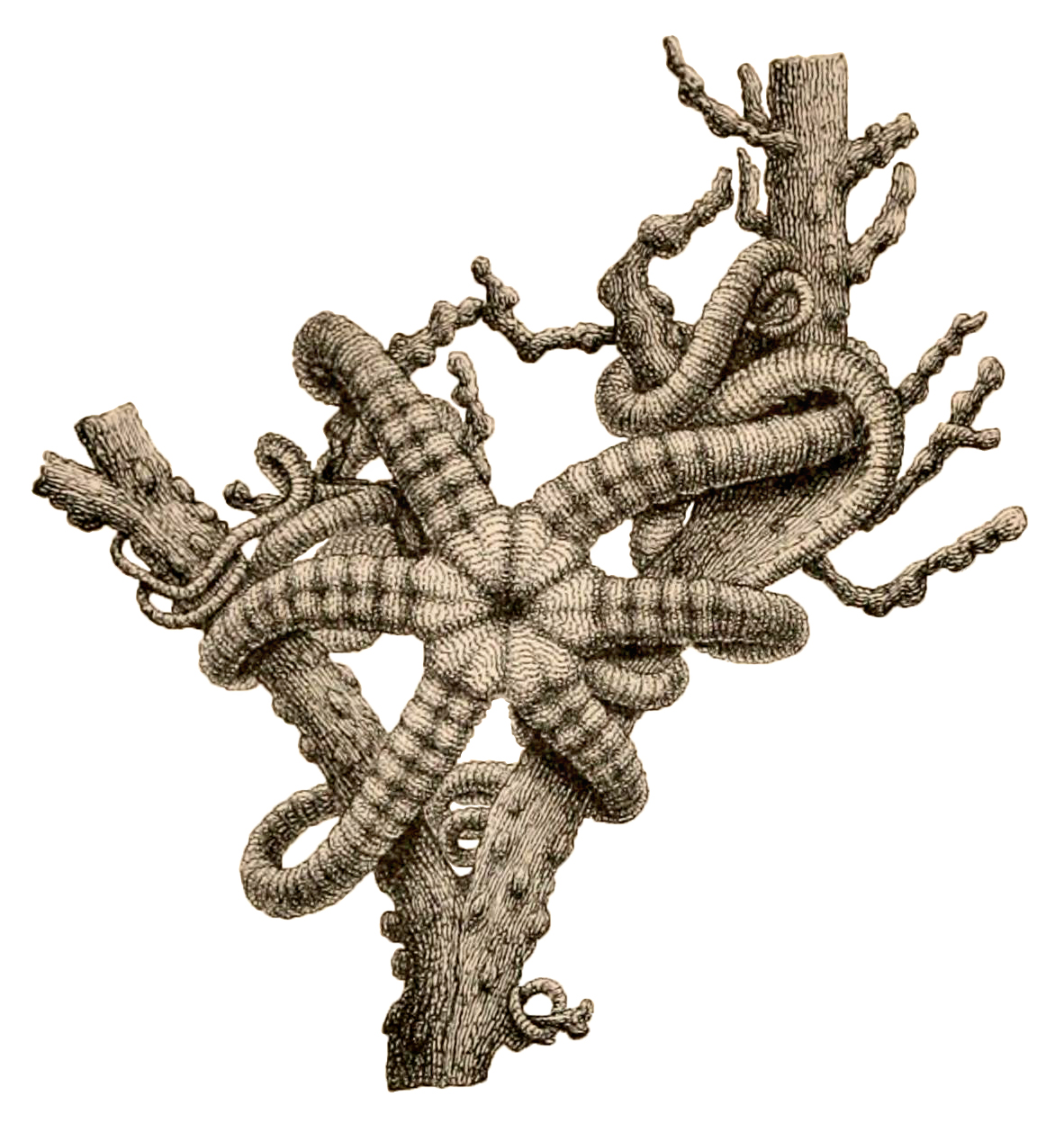
Asteromorpha rousseaui (dessin).